# Cappella del Poggiarello di Toiano
La cappella del Poggiarello di Toiano è un edificio sacro che si trova in località Toiano nel comune di Sovicille, in provincia di Siena, arcidiocesi di Siena-Colle di Val d'Elsa-Montalcino.
Inserita in un contesto rustico, la cappella, dedicata a San Martino, fu fatta costruire da Augusto di Sigismondo Chigi nel 1558. L'impronta classica dell'edificio si evidenzia nella facciata spartita da quattro lesene in cotto che si stagliano a contrasto con l'intonaco, nel timpano aggettante che reca al centro lo stemma della famiglia Chigi; il portale, e le due basse finestrelle ai lati e il finestrone sovrastante, sono anch'essi incorniciati da mattoni.